# Ana María Huarte
Ana María Josefa Ramona de Huarte y Muñiz (Valladolid, Reino de México, 17 de enero de 1786-Filadelfia, Estados Unidos, 21 de marzo de 1861) fue una noble criolla de la Nueva España, se convirtió en emperatriz de México cuando fue proclamado su esposo el emperador Agustín I, en 1822.[cita requerida]

## Infancia y juventud
“Con Iturbide vistió manto de armiño y lució corona de emperatriz la señora […] Huarte […], hija de un acaudalado español […] que fungía como intendente de Valladolid, hoy Morelia, en Michoacán, donde ella había nacido en enero de 1786 y donde se había casado con el joven militar […] a los diecinueve años.”

Ana María Huarte nació en la ciudad de Valladolid en Michoacán, considerada por los letrados de la época como el “jardín de Nueva España”, la noche del martes 17 de enero de 1786. Era la octava de los diez hijos concebidos en el matrimonio del acaudalado y notable comerciante, político, empresario, filántropo y arquitecto español Isidro Huarte (1744-1824) con su segunda esposa, Ana Manuela Muñiz Sánchez de Tagle (1749-1800), sobrina del obispo Pedro Anselmo Sánchez de Tagle y perteneciente a la casa de los Marqueses de Altamira. 
Su padre era un inmigrante navarro que llegó a la Nueva España en busca de mejores oportunidades en la segunda mitad del siglo XVIII y se estableció en Valladolid, donde comenzó a amasar una enorme fortuna y a hacerse de varias fincas. En 1769 contrajo matrimonio con María Ignacia Escudero y Servín, unión de la cual no hubo descendencia.
Al enviudar, en 1771 contrae matrimonio en segundas nupcias con Ana Muñiz, originaria de Durango, habiendo procreado una numerosa descendencia. En 1772 la pareja concibió a su primer hijo José Antonio Ramón, dos años después nació Isidro José Ramón. Luego vinieron los nacimientos de Juan Nepomuceno en 1780 y de José Raymundo Nepomuceno en 1782, quienes murieron en la infancia. En 1781 nació su hermano José Ramón, quien sería un reconocido político en Valladolid. 
En 1783 nace su primera hermana, María del Carmen. Al año nace María Teresa Josefa Ramona Juana y María Josefa Ramona nace en 1787, quien murió al poco tiempo de nacida. Su hermano menor, Joaquín José Ramón vino al mundo el 8 de agosto de 1790.
Ana María fue bautizada al día siguiente de haber nacido en el Sagrario Metropolitano de Valladolid. En el año que ella nació la Nueva España era gobernada por el militar malagueño Bernardo de Gálvez y Madrid «héroe de Pensacola», quien reorganizó el territorio novohispano en diecisiete intendencias para un mejor control administrativo. Su padre y su hermano Isidro serían intendentes de Valladolid. 
Ana María asistió al Colegio Santa Rosa María de Valladolid, localizado en un edificio anexo a la iglesia conocida como “templo de las rosas”. En él se dio un énfasis especial a la enseñanza y a la práctica de música. 
Aunque originalmente dicha institución fue abierta para proteger a niñas huérfanas, el colegio adquirió fama por su excelencia pedagógica y su escoleta musical, y por ello, fueron abiertas las puertas a las jovencitas provenientes de las familias de más abolengo en el estado, que pagaban una pensión para que sus hijas tuvieran la educación que se impartía gratuitamente a las huérfanas. 
Ana Huarte se distinguió como una excelente alumna y siempre obtuvo buenas calificaciones. Tocaba el clavicordio, y ya como emperatriz, fue discípula de José Mariano Elízaga (1786-1842), un notable músico que la ayudó a perfeccionarse. 
Hacia 1800, su madre enfermó de gravedad y falleció. Cuatro años después, su padre contrajo matrimonio por tercera y última ocasión con Ana Gertrudis Alcántara Arrambide, con quien procreó cinco hijos más: María de los Dolores (1805), José Manuel (1807), José Mariano (1810), María Francisca (1814) y María Francisca (1817).

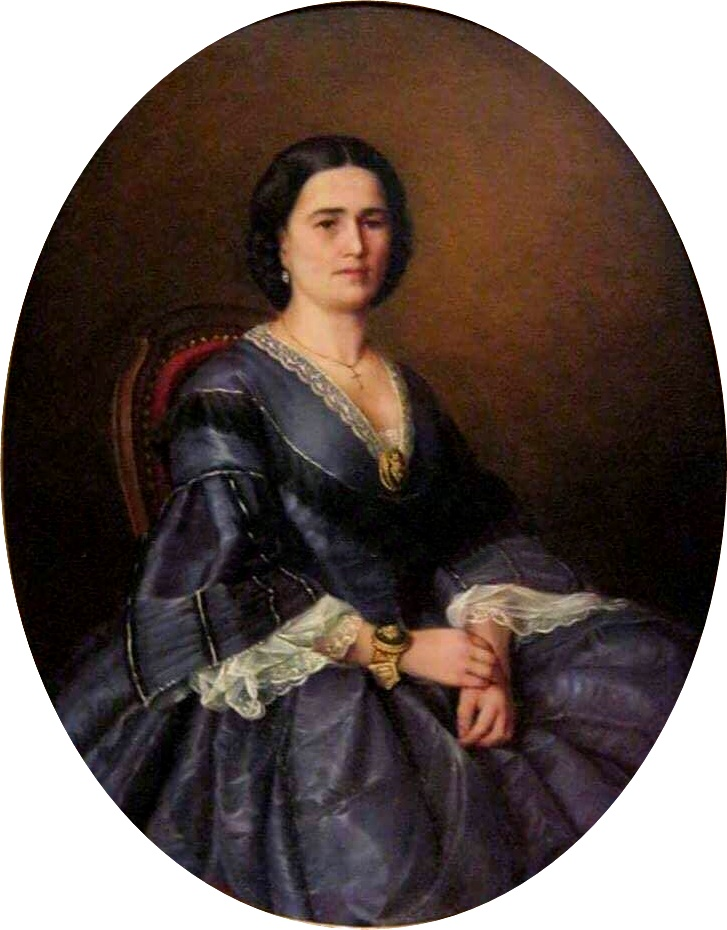
Ana María en el exilio.

## Matrimonio
Según los criterios de la época, se dice que Ana María era una mujer bella, con rostro de madona y poseía unos brazos blanquísimos y redondos. Desde sus tiempos de estudiante en el Colegio de Santa Rosa María, comenzó a dar muestras de poseer gracia, belleza y unos exquisitos modales. 
Fue en su escuela donde conoció al joven Agustín de Iturbide, alférez en el Regimiento de Infantería Provincial de Valladolid. El frecuentaba mucho el Colegio, que fue el primer conservatorio de música en América, donde Ana María era una joven estudiante. Así nació el efímero noviazgo que culminó en matrimonio.

El viernes 27 de febrero de 1805, a la una de la tarde, la hermosa catedral de la ciudad de Valladolid de Michoacán, lucía todos sus lujos y miles de gladiolas blancas, como lo deseara la joven y agraciada novia, Ana María Huarte, de 19 años de edad, que en ese momento avanzaba del brazo de su padre, el intendente Isidro Huarte, el funcionario español de mayor jerarquía de la provincia, hacia el altar mayor, en donde el obispo de Michoacán la recibiría para enseguida entregarla al novio, el joven y atlético subteniente, de 22 años de edad, Agustín […] Iturbide y Aramburu […]"

La catedral estaba lujosamente adornada para su boda, que fue un gran acontecimiento social. Las invitadas portaban sus mejores joyas y sus vestidos más suntuosos, mientras que los varones iban vestidos de rigurosa etiqueta. 
El día de su boda, Ana María se había vestido como princesa austriaca, llena de encajes blancos y peinada con caireles. Iturbide era considerado apuesto y sabía lucir su gallardía, hijo de un rico inmigrante navarro avecindado en Michoacán, era por mucho considerado un buen partido.
Ana María llegó al matrimonio con una excelente dote (100 000 pesos), lo que le permitió a la pareja comprar varias propiedades y aún guardar buena parte del dinero. Al poco tiempo de su boda, en 1806 Agustín tuvo que salir a Jalapa pues se ejecutarían maniobras militares en presencia del Virrey José de Iturrigaray. En 1808 Agustín regresó a Valladolid, y utilizando treinta mil pesos de la dote que su padre le dio en su boda, compró la hacienda de Apeo en el pueblo de Maravatío. Allí pensaban iniciar su vida en común pero la carrera militar de su esposo no lo permitió. Las guerras, luego las intrigas y finalmente sus deberes en diversos cargos, los distanciaron por largas temporadas.

## Descendencia
Agustín de Iturbide y Ana María Huarte concibieron a un considerable cantidad de hijos, quienes fueron naciendo en diversas partes del territorio mexicano dependiendo siempre, del lugar donde Iturbide era necesitado por su cargo de militar. En casi dos décadas de matrimonio, la pareja concibió diez hijos:
- Agustín Jerónimo, Príncipe Imperial de México| (30 de septiembre de 1807 - 11 de diciembre de 1866). Lucho al lado del libertador Simón Bolívar y se convirtió en su edecán, nunca se casó ni tuvo hijos.
- Sabina de Iturbide, princesa mexicana (30 de diciembre de 1810 - 14 de julio de 1871). Nunca se casó, tomó los hábitos de monja.
- Juana María de Iturbide, princesa mexicana (10 de marzo de 1812 - 2 de octubre de 1828). Nunca se casó, y tomó los hábitos de monja haciéndose llamar Hermana Margarita de Jesús, María y José.
- Princesa Josefa de Iturbide, princesa mexicana (22 de diciembre de 1814 - 5 de diciembre de 1891). Nunca se casó, fue amiga y dama de la corte de la emperatriz Carlota de México y fue la más longeva de sus hermanos y la última de ellos en morir.
- Ángel de Iturbide, príncipe mexicano (2 de octubre de 1816 - 21 de julio de 1872). Se casó con Alice Green, una ciudadana norteamericana, con descendencia.
- María de Jesús de Iturbide, princesa mexicana (21 de febrero de 1818 - 10 de julio de 1849) Nunca se casó, tomó los hábitos de monja en el exilio en los Estados Unidos. Se hacía llamar "María Isis".
- María de los Dolores de Iturbide, murió en la infancia (1819-10 de julio de 1820).
- Salvador de Iturbide y Huarte, príncipe mexicano (16 de julio de 1820 - 7 de junio de 1856). Se casó con Rosario Marzán, tuvieron descendencia.
- Felipe de Iturbide, príncipe mexicano (30 de noviembre de 1822 - 19 de noviembre de 1853). Fue el único entre los hijos de los emperadores de México, que nació siendo príncipe.
- Agustín Cosme de Iturbide (octubre 1824 - 10 de mayo de 1873) Su madre estaba embarazada de él en el momento que su padre fue fusilado. Nació en Nueva Orleáns y fue militar. Nunca contrajo matrimonio.

## Emperatriz de México
"¡Viva! ¡Viva la esposa del guerrero triunfador que con la oliva en verdor convida a todos igual! La compañera amorosa viva, del grande Iturbide que a donde llega reside la paz, por bien o por mal. Feliz mil veces, oh tú, Ana María Huarte, a quien une sacra deidad con un héroe. "

Aclamado por la soldadesca y el pueblo que se agolpó frente a su residencia, localizada en un antiguo palacete de la noble familia Moneada, Iturbide y Ana María fueron proclamados emperadores de México. La coronación se efectuó en la Catedral de la Ciudad de México el 21 de julio de 1822, Ana María fue coronada emperatriz en una elaborada ceremonia que fue presidida por los obispos de Puebla, Guadalajara, Durango, Oaxaca y oficiada por el Arzobispo de México Pedro José de Fonte.[cita requerida]
Los nuevos emperadores se fueron a vivir al palacio de los marqueses de San Mateo Valparaíso, construido en el siglo XVIII con un estilo arquitectónico barroco. Se les asignó la suma de un millón y medio de pesos para sus gastos, se organizó una corte con ujieres, maestros de ceremonias, caballeros, mayordomos; se dictaron títulos y condecoraciones y se decretó que el cumpleaños de Agustín de Iturbide sería fiesta nacional.
Ana María se hizo acompañar de una dama principal, siete damas, nueve damas honorarias, siete damas de cámara; además tenía a su servicio encargadas de guardarropa, el médico y las sirvientas. A los príncipes se les asignaron guardianas, tutores e institutrices.
Al momento de la coronación, Agustín tenía semi abandonada a Ana María, pero por razones políticas tuvo que reconciliarse con ella. Iturbide tenía muy mal carácter y la fama de ser mujeriego. Era afecto a asistir a fiestas y francachelas, donde se cuenta que así conoció a María Ignacia Rodríguez, la célebre “Güera Rodríguez”, quien despertó en él una pasión que lo orilló a derrochar la mayor parte de su fortuna.
Por su parte, Ana María entró en una gran depresión y encontraba consuelo en sus hijos y en la comida, era adicta a los dulces de leche con nuez que la hacían evocar sus recuerdos de infancia, a sus amigas y a su casa en Valladolid.

## Caída del imperio y destierro
Desde que comenzaron los problemas para su esposo y el Primer Imperio Mexicano, Ana María y sus hijos se refugiaron en un convento, pero después lo acompañaron al exilio cuando éste abdicó al trono el 19 de marzo de 1823 abrumado por la falta de recursos, el retiro de apoyo y las defecciones militares.
El 22 de marzo salió de la capital la gran comitiva custodiada por soldados leales a los emperadores y escoltada por el general Nicolás Bravo. En Veracruz Agustín, Ana María, nueve de sus hijos, su confesor, otros parientes, algunos amigos, secretarios, empleados y sirvientes abordaron el barco mercante Rowlins, que fue cargado con provisiones para la familia y su corte: ganado, treinta cajas de clarete, doce barriles de vino catalán, platería, joyas y obras de arte.
Después de un agotador viaje de casi tres meses, donde todavía la familia Iturbide tuvo que soportar una cuarentena en el puerto, llegaron finalmente a Italia, donde el duque Fernando III de Toscana les permitió instalarse a vivir en Livorno, donde alquilaron una pequeña casa de campo.
España presionó para que los Iturbide fueran expulsados de Italia. Por ello, tuvieron que mudarse a Londres, donde residieron hasta el regreso de Iturbide a México. El 11 de mayo de 1824 Ana María, Agustín e hijos, a bordo del bergantín inglés Spring, regresaron a México. Al parecer imaginaban que su presencia en el país provocaría una revuelta popular que les devolviera el poder.
El barco desembarcó en el puerto de Soto la Marina, Tamaulipas el 15 de julio. Un día después fue hecho prisionero. A los dos días, sin más trámites, se le fusiló. Tenía entonces Agustín cuarenta años. Al sacerdote que lo confortaba le entregó, para que lo hiciera llegar a manos de Ana María, su rosario, su reloj y una carta que contenía lo siguiente:

Ana, santa mujer de mi alma:
La legislatura va a cometer en mi persona el crimen más injustificado. Dentro de pocos momentos habré dejado de existir y quiero dejarte en estos renglones para ti y para mis hijos todos mis pensamientos, todos mis afectos. Cuando des a mis hijos el último adiós de su padre, les dirás que muero buscando el bien de mí adorada patria. Huyendo del suelo que nos vio nacer, y donde nos unimos, busca una tierra no proscrita donde puedas educar a nuestros hijos en la religión que profesaron nuestros padres. El señor Lara queda encargado de poner en buenas manos, para que los recibas, mi reloj y mi rosario, única herencia que constituye el recuerdo de tu infortunado.
AGUSTÍN

Ana María estaba embarazada de su décimo hijo cuando mataron a su esposo. Cuando le entregaron su cadáver, mandó a vestirlo con el hábito de San Francisco y así lo enterró.

## Después de Iturbide
El Congreso de México le dio autorización a ella y a sus hijos de marcharse a la Gran Colombia, asignándole a la familia una pensión anual de $8,000 pesos. Pero como no encontraron barco para que les llevara, se trasladaron a Estados Unidos, donde residiría Ana María por el resto de sus días.
En Nueva Orleáns nació su último hijo Agustín Cosme, y residieron después en Baltimore y finalmente en una pequeña casa en Georgetown, a las afueras de Washington. Finalmente, Ana María y sus hijas Juana y María de Jesús se instalaron en Filadelfia, mientras sus hijos proseguían sus estudios en diversos lugares. Hacia 1847, el gobierno mexicano dejó de darle la pensión que le correspondía como esposa del fallecido emperador Iturbide, por lo que su situación económica se tornó precaria. El presidente de Estados Unidos, James K. Polk, aceptó recibir en la Casa Blanca a Ana María y anotó en su diario:

"Alrededor de las 12 me visitó madame Iturbide, la viuda del que fue emperador de México. La recibí en el salón. La acompañaba miss White, sobrina del difunto general Van Ness, que actuó de intérprete pues madame Iturbide no hablaba inglés. Le interesaba verme respecto a su pensión del gobierno mexicano, que se le concedió a la muerte de su esposo. La dije que hablaría al secretario de Estado, pero a causa de la guerra entre nuestros países no veo cómo solucionar lo que pide. Madame es una persona interesante."

JAMES K. POLK, 17 DE FEBRERO DE 1847

En el convento de la Visitación de Filadelfia se conservan diversos retratos y recuerdos de la familia exiliada, pues la viuda de Iturbide entregó muchos años de su vida al convento - donde profesó su hija Juana - buscando en los consuelos de la religión un alivio a sus penalidades. Se le asignó una celda y también un lugar en el coro y en el refectorio para cuando quisiera asistir.
Ana María obsequió a la sacristía el traje usado en su coronación, de material entretejido de oro y plata, del que se hicieron ornamentos y relicarios. Ana María tuvo la desgracia de perder a dos de sus hijas, ambas novicias, Juana y María de Jesús. Sin embargo, tuvo la alegría de ver a su hijo Salvador contraer matrimonio con la distinguida mexicana Rosario Marzán. En cambio, la ex emperatriz nunca aprobó el matrimonio de su hijo Ángel con la estadounidense Alice Green.

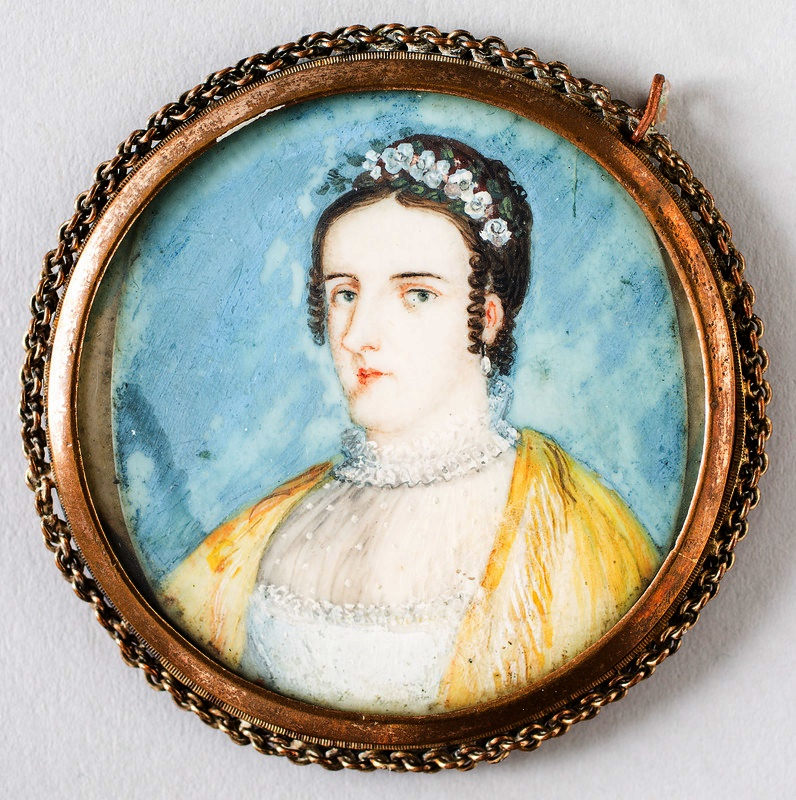
Ana María en un medallón.

## Fallecimiento
"Muy decente y muy callado, se hizo todo como sin duda ella hubiera deseado. El doctor Peace se encargó de todo y además, este buen amigo de la familia, porque no puede dársele otro nombre, nos ha franqueado el dinero para pagar los gastos del entierro, para hacernos el luto, etc., pues creerás que nuestra mamá sólo dejó un peso y cinco centavos, con lo cual se le dijeron dos misas. En el banco mamá tenía ocho acciones y algunas alhajas están guardadas hasta que ustedes lleguen, pues mamá no dejó testamento, por eso nada se ha tocado hasta saber el parecer de ustedes. Te incluyo una trenza de mamacita; es grande por si Agustín Jerónimo quisiera un pedacito. " 

CARTA DE AGUSTIN ITURBIDE A SU HERMANO ANGEL, MARZO 1861.

La noche del jueves 21 de marzo de 1861, a los 75 años de edad, Ana María Josefa Ramona de Huarte y Muñiz viuda de Iturbide fallecía de hidropesía en su residencia de la calle Spruce en Filadelfia. Fue enterrada en la bóveda IX del Cementerio de la Iglesia de San Juan Evangelista, que ella adquirió en noviembre de 1849. Bajo una cruz, solo se grabó en ella: AMH

"Pocos podían sospechar que las siglas correspondían al nombre Ana María Huarte anteriormente emperatriz de México y el sepulcro a una familia imperial."

## Ancestros
| \| \| \| \| \| \| \| \| \| \| \| \| \| \| \| \| \| \| \| \| 16. Francisco Huarte \| \| \| \| \| \| \| \| \| \| \| \| \| \| \| \| \| \| \| \| \| \| \| \| \| \| \| \| \| \| \| \| \| \| \| \| \| \| \| \| \| \| \| \| \| \| \| \| \| \| \| \| \| \| 8. Joseph Huarte Narbarte \| \| \| \| \| \| \| \| \| \| \| \| \| \| \| \| \| \| \| \| \| \| \| \| \| \| \| \| \| \| \| \| \| \| \| \| \| \| \| \| \| \| \| \| \| \| \| \| \| \| \| \| \| \| 17. Catalina de Narbarte \| \| \| \| \| \| \| \| \| \| \| \| \| \| \| \| \| \| \| \| \| \| \| \| \| \| \| \| \| \| \| \| \| \| \| \| \| \| \| \| \| \| \| \| \| \| \| \| \| \| \| \| \| \| 4. Juan Francisco Huarte e Iriarte \| \| \| \| \| \| \| \| \| \| \| \| \| \| \| \| \| \| \| \| \| \| \| \| \| \| \| \| \| \| \| \| \| \| \| \| \| \| \| \| \| \| \| \| \| \| \| \| \| \| \| \| \| \| 18. Pedro de Yriarte \| \| \| \| \| \| \| \| \| \| \| \| \| \| \| \| \| \| \| \| \| \| \| \| \| \| \| \| \| \| \| \| \| \| \| \| \| \| \| \| \| \| \| \| \| \| \| \| \| \| \| \| \| \| 9. Maria Baptista de Yriarte Juansansverro \| \| \| \| \| \| \| \| \| \| \| \| \| \| \| \| \| \| \| \| \| \| \| \| \| \| \| \| \| \| \| \| \| \| \| \| \| \| \| \| \| \| \| \| \| \| \| \| \| \| \| \| \| \| 19. Maria Miguela Juansansverro \| \| \| \| \| \| \| \| \| \| \| \| \| \| \| \| \| \| \| \| \| \| \| \| \| \| \| \| \| \| \| \| \| \| \| \| \| \| \| \| \| \| \| \| \| \| \| \| \| \| \| \| \| \| 2. Isidro Huarte y Arrivillaga \| \| \| \| \| \| \| \| \| \| \| \| \| \| \| \| \| \| \| \| \| \| \| \| \| \| \| \| \| \| \| \| \| \| \| \| \| \| \| \| \| \| \| \| \| \| \| \| \| \| \| \| \| \| 20. Joanes Arrivillaga \| \| \| \| \| \| \| \| \| \| \| \| \| \| \| \| \| \| \| \| \| \| \| \| \| \| \| \| \| \| \| \| \| \| \| \| \| \| \| \| \| \| \| \| \| \| \| \| \| \| \| \| \| \| 10. Jacobe Arrivillaga y Barrenechea \| \| \| \| \| \| \| \| \| \| \| \| \| \| \| \| \| \| \| \| \| \| \| \| \| \| \| \| \| \| \| \| \| \| \| \| \| \| \| \| \| \| \| \| \| \| \| \| \| \| \| \| \| \| 21. Margarita Barrenechea \| \| \| \| \| \| \| \| \| \| \| \| \| \| \| \| \| \| \| \| \| \| \| \| \| \| \| \| \| \| \| \| \| \| \| \| \| \| \| \| \| \| \| \| \| \| \| \| \| \| \| \| \| \| 5. Agustina Antonia Arrivillaga y Minondo \| \| \| \| \| \| \| \| \| \| \| \| \| \| \| \| \| \| \| \| \| \| \| \| \| \| \| \| \| \| \| \| \| \| \| \| \| \| \| \| \| \| \| \| \| \| \| \| \| \| \| \| \| \| 22. Martín Minondo \| \| \| \| \| \| \| \| \| \| \| \| \| \| \| \| \| \| \| \| \| \| \| \| \| \| \| \| \| \| \| \| \| \| \| \| \| \| \| \| \| \| \| \| \| \| \| \| \| \| \| \| \| \| 11. Margarita Minondo y Huici \| \| \| \| \| \| \| \| \| \| \| \| \| \| \| \| \| \| \| \| \| \| \| \| \| \| \| \| \| \| \| \| \| \| \| \| \| \| \| \| \| \| \| \| \| \| \| \| \| \| \| \| \| \| 23. Magdalena Huici y de Hugarte \| \| \| \| \| \| \| \| \| \| \| \| \| \| \| \| \| \| \| \| \| \| \| \| \| \| \| \| \| \| \| \| \| \| \| \| \| \| \| \| \| \| \| \| \| \| \| \| \| \| \| \| \| \| 1. Ana María Huarte y Muñiz \| \| \| \| \| \| \| \| \| \| \| \| \| \| \| \| \| \| \| \| \| \| \| \| \| \| \| \| \| \| \| \| \| \| \| \| \| \| \| \| \| \| \| \| \| \| \| \| \| \| \| \| \| \| 12. Antonio Muñiz \| \| \| \| \| \| \| \| \| \| \| \| \| \| \| \| \| \| \| \| \| \| \| \| \| \| \| \| \| \| \| \| \| \| \| \| \| \| \| \| \| \| \| \| \| \| \| \| \| \| \| \| \| \| 6. Manuel Muñiz y Peo \| \| \| \| \| \| \| \| \| \| \| \| \| \| \| \| \| \| \| \| \| \| \| \| \| \| \| \| \| \| \| \| \| \| \| \| \| \| \| \| \| \| \| \| \| \| \| \| \| \| \| \| \| \| 13. Antonia de Peo y Valdés \| \| \| \| \| \| \| \| \| \| \| \| \| \| \| \| \| \| \| \| \| \| \| \| \| \| \| \| \| \| \| \| \| \| \| \| \| \| \| \| \| \| \| \| \| \| \| \| \| \| \| \| \| \| 3. Ana Manuela Muñiz y Sánchez de Tagle \| \| \| \| \| \| \| \| \| \| \| \| \| \| \| \| \| \| \| \| \| \| \| \| \| \| \| \| \| \| \| \| \| \| \| \| \| \| \| \| \| \| \| \| \| \| \| \| \| \| \| \| \| \| 28. Pedro Sánchez de Tagle y de la Rasa \| \| \| \| \| \| \| \| \| \| \| \| \| \| \| \| \| \| \| \| \| \| \| \| \| \| \| \| \| \| \| \| \| \| \| \| \| \| \| \| \| \| \| \| \| \| \| \| \| \| \| \| \| \| 14. Andrés Sánchez de Tagle y Pérez de la Sierra \| \| \| \| \| \| \| \| \| \| \| \| \| \| \| \| \| \| \| \| \| \| \| \| \| \| \| \| \| \| \| \| \| \| \| \| \| \| \| \| \| \| \| \| \| \| \| \| \| \| \| \| \| \| 29. María Pérez de la Sierra \| \| \| \| \| \| \| \| \| \| \| \| \| \| \| \| \| \| \| \| \| \| \| \| \| \| \| \| \| \| \| \| \| \| \| \| \| \| \| \| \| \| \| \| \| \| \| \| \| \| \| \| \| \| 7. Isabel Sánchez de Tagle y Veydacar \| \| \| \| \| \| \| \| \| \| \| \| \| \| \| \| \| \| \| \| \| \| \| \| \| \| \| \| \| \| \| \| \| \| \| \| \| \| \| \| \| \| \| \| \| \| \| \| \| \| \| \| \| \| 15. María de Veydacar \| \| \| \| \| \| \| \| \| \| \| \| \| \| \| \| \| \| \| \| \| \| \| \| \| \| \| \| \| \| \| \| \| \| \| \| \| \| \| \| \| \| \| \| \| \| \| \| \| \| \| \| |                                                  |  |  |  |  |  |  |  |  |  |  |  |  |  |  |  |
| |                                                  |  |  |  |  |  |  |  |  |  |  |  |  |  |  |  |
| | 16. Francisco Huarte                             |  |  |  |  |  |  |  |  |  |  |  |  |  |  |  |
| |                                                  |  |  |  |  |  |  |  |  |  |  |  |  |  |  |  |
| |                                                  |  |  |  |  |  |  |  |  |  |  |  |  |  |  |  |
| | 8. Joseph Huarte Narbarte                        |  |  |  |  |  |  |  |  |  |  |  |  |  |  |  |
| |                                                  |  |  |  |  |  |  |  |  |  |  |  |  |  |  |  |
| |                                                  |  |  |  |  |  |  |  |  |  |  |  |  |  |  |  |
| | 17. Catalina de Narbarte                         |  |  |  |  |  |  |  |  |  |  |  |  |  |  |  |
| |                                                  |  |  |  |  |  |  |  |  |  |  |  |  |  |  |  |
| |                                                  |  |  |  |  |  |  |  |  |  |  |  |  |  |  |  |
| | 4. Juan Francisco Huarte e Iriarte               |  |  |  |  |  |  |  |  |  |  |  |  |  |  |  |
| |                                                  |  |  |  |  |  |  |  |  |  |  |  |  |  |  |  |
| |                                                  |  |  |  |  |  |  |  |  |  |  |  |  |  |  |  |
| | 18. Pedro de Yriarte                             |  |  |  |  |  |  |  |  |  |  |  |  |  |  |  |
| |                                                  |  |  |  |  |  |  |  |  |  |  |  |  |  |  |  |
| |                                                  |  |  |  |  |  |  |  |  |  |  |  |  |  |  |  |
| | 9. Maria Baptista de Yriarte Juansansverro       |  |  |  |  |  |  |  |  |  |  |  |  |  |  |  |
| |                                                  |  |  |  |  |  |  |  |  |  |  |  |  |  |  |  |
| |                                                  |  |  |  |  |  |  |  |  |  |  |  |  |  |  |  |
| | 19. Maria Miguela Juansansverro                  |  |  |  |  |  |  |  |  |  |  |  |  |  |  |  |
| |                                                  |  |  |  |  |  |  |  |  |  |  |  |  |  |  |  |
| |                                                  |  |  |  |  |  |  |  |  |  |  |  |  |  |  |  |
| | 2. Isidro Huarte y Arrivillaga                   |  |  |  |  |  |  |  |  |  |  |  |  |  |  |  |
| |                                                  |  |  |  |  |  |  |  |  |  |  |  |  |  |  |  |
| |                                                  |  |  |  |  |  |  |  |  |  |  |  |  |  |  |  |
| | 20. Joanes Arrivillaga                           |  |  |  |  |  |  |  |  |  |  |  |  |  |  |  |
| |                                                  |  |  |  |  |  |  |  |  |  |  |  |  |  |  |  |
| |                                                  |  |  |  |  |  |  |  |  |  |  |  |  |  |  |  |
| | 10. Jacobe Arrivillaga y Barrenechea             |  |  |  |  |  |  |  |  |  |  |  |  |  |  |  |
| |                                                  |  |  |  |  |  |  |  |  |  |  |  |  |  |  |  |
| |                                                  |  |  |  |  |  |  |  |  |  |  |  |  |  |  |  |
| | 21. Margarita Barrenechea                        |  |  |  |  |  |  |  |  |  |  |  |  |  |  |  |
| |                                                  |  |  |  |  |  |  |  |  |  |  |  |  |  |  |  |
| |                                                  |  |  |  |  |  |  |  |  |  |  |  |  |  |  |  |
| | 5. Agustina Antonia Arrivillaga y Minondo        |  |  |  |  |  |  |  |  |  |  |  |  |  |  |  |
| |                                                  |  |  |  |  |  |  |  |  |  |  |  |  |  |  |  |
| |                                                  |  |  |  |  |  |  |  |  |  |  |  |  |  |  |  |
| | 22. Martín Minondo                               |  |  |  |  |  |  |  |  |  |  |  |  |  |  |  |
| |                                                  |  |  |  |  |  |  |  |  |  |  |  |  |  |  |  |
| |                                                  |  |  |  |  |  |  |  |  |  |  |  |  |  |  |  |
| | 11. Margarita Minondo y Huici                    |  |  |  |  |  |  |  |  |  |  |  |  |  |  |  |
| |                                                  |  |  |  |  |  |  |  |  |  |  |  |  |  |  |  |
| |                                                  |  |  |  |  |  |  |  |  |  |  |  |  |  |  |  |
| | 23. Magdalena Huici y de Hugarte                 |  |  |  |  |  |  |  |  |  |  |  |  |  |  |  |
| |                                                  |  |  |  |  |  |  |  |  |  |  |  |  |  |  |  |
| |                                                  |  |  |  |  |  |  |  |  |  |  |  |  |  |  |  |
| | 1. Ana María Huarte y Muñiz                      |  |  |  |  |  |  |  |  |  |  |  |  |  |  |  |
| |                                                  |  |  |  |  |  |  |  |  |  |  |  |  |  |  |  |
| |                                                  |  |  |  |  |  |  |  |  |  |  |  |  |  |  |  |
| | 12. Antonio Muñiz                                |  |  |  |  |  |  |  |  |  |  |  |  |  |  |  |
| |                                                  |  |  |  |  |  |  |  |  |  |  |  |  |  |  |  |
| |                                                  |  |  |  |  |  |  |  |  |  |  |  |  |  |  |  |
| | 6. Manuel Muñiz y Peo                            |  |  |  |  |  |  |  |  |  |  |  |  |  |  |  |
| |                                                  |  |  |  |  |  |  |  |  |  |  |  |  |  |  |  |
| |                                                  |  |  |  |  |  |  |  |  |  |  |  |  |  |  |  |
| | 13. Antonia de Peo y Valdés                      |  |  |  |  |  |  |  |  |  |  |  |  |  |  |  |
| |                                                  |  |  |  |  |  |  |  |  |  |  |  |  |  |  |  |
| |                                                  |  |  |  |  |  |  |  |  |  |  |  |  |  |  |  |
| | 3. Ana Manuela Muñiz y Sánchez de Tagle          |  |  |  |  |  |  |  |  |  |  |  |  |  |  |  |
| |                                                  |  |  |  |  |  |  |  |  |  |  |  |  |  |  |  |
| |                                                  |  |  |  |  |  |  |  |  |  |  |  |  |  |  |  |
| | 28. Pedro Sánchez de Tagle y de la Rasa          |  |  |  |  |  |  |  |  |  |  |  |  |  |  |  |
| |                                                  |  |  |  |  |  |  |  |  |  |  |  |  |  |  |  |
| |                                                  |  |  |  |  |  |  |  |  |  |  |  |  |  |  |  |
| | 14. Andrés Sánchez de Tagle y Pérez de la Sierra |  |  |  |  |  |  |  |  |  |  |  |  |  |  |  |
| |                                                  |  |  |  |  |  |  |  |  |  |  |  |  |  |  |  |
| |                                                  |  |  |  |  |  |  |  |  |  |  |  |  |  |  |  |
| | 29. María Pérez de la Sierra                     |  |  |  |  |  |  |  |  |  |  |  |  |  |  |  |
| |                                                  |  |  |  |  |  |  |  |  |  |  |  |  |  |  |  |
| |                                                  |  |  |  |  |  |  |  |  |  |  |  |  |  |  |  |
| | 7. Isabel Sánchez de Tagle y Veydacar            |  |  |  |  |  |  |  |  |  |  |  |  |  |  |  |
| |                                                  |  |  |  |  |  |  |  |  |  |  |  |  |  |  |  |
| |                                                  |  |  |  |  |  |  |  |  |  |  |  |  |  |  |  |
| | 15. María de Veydacar                            |  |  |  |  |  |  |  |  |  |  |  |  |  |  |  |
| |                                                  |  |  |  |  |  |  |  |  |  |  |  |  |  |  |  |
| |                                                  |  |  |  |  |  |  |  |  |  |  |  |  |  |  |  |